# Resolutie 1644 Veiligheidsraad Verenigde Naties
Resolutie 1644 van de Veiligheidsraad van de Verenigde Naties werd unaniem aangenomen door de VN-Veiligheidsraad op 15 december 2005. De resolutie verlengde het internationale onderzoek naar de aanslag op de Libanese ex-premier Rafik Hariri met een half jaar en liet bovendien toe dat de commissie ook andere terreuraanslagen in dat land onderzocht.

## Achtergrond
In februari 2005 kwam Rafik Hariri, dit tot een jaar daarvoor premier van Libanon was geweest, om bij een bomaanslag. De regering trad hierop af, en er volgden grootschalige betogingen. De Verenigde Naties stelden een onderzoek in, dat uitmondde in de oprichting van het Libanontribunaal in Nederland.

## Inhoud

### Waarnemingen
Men had het rapport van de onafhankelijke internationale onderzoekscommissie naar de aanslag die op 14 februari 2005 het leven had gekost aan voormalig premier Rafik Hariri van Libanon grondig bestudeerd.
Libanon vroeg opnieuw dat het mandaat van die commissie zou worden verlengd met 6 maanden om het Libanese onderzoek naar de aanslag te blijven ondersteunen. Voorts vroeg het land om de oprichting van een tribunaal om de verantwoordelijken ervan te berechten — het latere Libanontribunaal — en een uitbreiding van het mandaat of een andere commissie om andere terreuracties in Libanon seders 1 oktober 2004 te onderzoeken.
Syrië had intussen functionarissen beschikbaar gemaakt ter ondervraging, maar de Syrische medewerking bleef volgens de commissie ondermaats.

### Handelingen
Zoals aanbevolen verlengde de Veiligheidsraad het mandaat van de onderzoekscommissie tot 15 juni 2006. Tot zijn bezorgdheid bevestigde het onderzoek tot dusver de eerdere conclusie dat Syrië betrokken was.
De commissie werd voorts geautoriseerd om ook terreuracties die na 1 oktober 2004 werden gepleegd in Libanon te onderzoeken.
Lijst ·  1581 ·  1582 ·  1583 ·  1584 ·  1585 ·  1586 ·  1587 ·  1588 ·  1589 ·  1590 ·  1591 ·  1592 ·  1593 ·  1594 ·  1595 ·  1596 ·  1597 ·  1598 ·  1599 ·  1600 ·  1601 ·  1602 ·  1603 ·  1604 ·  1605 ·  1606 ·  1607 ·  1608 ·  1609 ·  1610 ·  1611 ·  1612 ·  1613 ·  1614 ·  1615 ·  1616 ·  1617 ·  1618 ·  1619 ·  1620 ·  1621 ·  1622 ·  1623 ·  1624 ·  1625 ·  1626 ·  1627 ·  1628 ·  1629 ·  1630 ·  1631 ·  1632 ·  1633 ·  1634 ·  1635 ·  1636 ·  1637 ·  1638 ·  1639 ·  1640 ·  1641 ·  1642 ·  1643 ·  1644 ·  1645 ·  1646 ·  1647 ·  1648 ·  1649 ·  1650 ·  1651